# Estadio Carlos Miranda
Das Estadio Carlos Miranda ist ein Fußballstadion in der honduranischen Stadt Comayagua. Es bietet Platz für 10.000 Zuschauer und dient dem Verein FC Hispano als Heimstätte.